# Raúl Ramírez
Raúl Ramírez (ur. 20 czerwca 1953 w Ensenadzie) – meksykański tenisista, zwycięzca French Open 1975 i 1977 oraz US Open 1976 w grze podwójnej, reprezentant kraju w Pucharze Davisa, lider rankingu ATP deblistów.

## Kariera tenisowa
Zawodowym tenisistą Ramírez był w latach 1973–1983. W tym czasie zdobył osiemnaście tytułów singlowych i sześćdziesiąt deblowych o randze ATP World Tour. Osiągnął także dwadzieścia finałów w grze pojedynczej i czterdzieści jeden w grze podwójnej. Meksykanin triumfował w trzech imprezach Wielkiego Szlema w konkurencji gry podwójnej, French Open 1975 i 1977 oraz Wimbledonie 1976. Zwycięstwa te odniósł w parze z Brianem Gottfriedem. Wspólnie z Gottfriedem zagrał też w czterech przegranych finałach wielkoszlemowych. Ramírez startował także w grze mieszanej i najdalej awansował do finału podczas Wimbledonu 1973 partnerując Janet Newberry.
W latach 1971–1985 reprezentował Meksyk w Pucharze Davisa, notując bilans trzydziestu sześciu zwycięstw i trzynastu porażek.
W rankingu gry pojedynczej Ramírez najwyżej był na 4. miejscu (7 listopada 1976), a w klasyfikacji gry podwójnej na 1. pozycji (12 kwietnia 1976). Na szycie listy deblistów był po raz ostatni w lipcu 1977, a łącznie zajmował tę pozycję przez sześćdziesiąt dwa tygodnie.

### Finały w turniejach wielkoszlemowych

#### Gra podwójna (3–4)
| Końcowy wynik | Nr | Data             | Turniej               | Nawierzchnia | Partner         | Przeciwnicy                  | Wynik finału            |
| ------------- | -- | ---------------- | --------------------- | ------------ | --------------- | ---------------------------- | ----------------------- |
| Zwycięzca     | 1. | 15 czerwca 1975  | French Open, Paryż    | Ceglana      | Brian Gottfried | John Alexander Phil Dent     | 6:2, 2:6, 6:2, 6:4      |
| Finalista     | 1. | 14 czerwca 1976  | French Open, Paryż    | Ceglana      | Brian Gottfried | Fred McNair Sherwood Stewart | 6:7, 3:6, 1:6           |
| Zwycięzca     | 2. | 15 czerwca 1975  | Wimbledon, Londyn     | Trawiasta    | Brian Gottfried | Ross Case Geoff Masters      | 3:6, 6:3, 8:6, 2:6, 7:5 |
| Zwycięzca     | 3. | 5 czerwca 1977   | French Open, Paryż    | Ceglana      | Brian Gottfried | Wojciech Fibak Jan Kodeš     | 7:6, 4:6, 6:3, 6:4      |
| Finalista     | 2. | 11 września 1977 | US Open, Forest Hills | Ceglana      | Brian Gottfried | Bob Hewitt Frew McMillan     | 4:6, 0:6                |
| Finalista     | 3. | 7 lipca 1979     | Wimbledon, Londyn     | Trawiasta    | Brian Gottfried | Peter Fleming John McEnroe   | 6:4, 4:6, 2:6, 2:6      |
| Finalista     | 4. | 8 czerwca 1980   | French Open, Paryż    | Ceglana      | Brian Gottfried | Victor Amaya Hank Pfister    | 6:1, 4:6, 4:6, 3:6      |

#### Gra mieszana (0–1)
| Końcowy wynik | Nr | Data         | Turniej           | Nawierzchnia | Partnerka      | Przeciwnicy                    | Wynik finału |
| ------------- | -- | ------------ | ----------------- | ------------ | -------------- | ------------------------------ | ------------ |
| Finalista     | 1. | 8 lipca 1973 | Wimbledon, Londyn | Trawiasta    | Janet Newberry | Billie Jean King Owen Davidson | 3:6, 2:6     |